# 雷電六
飛馬座70，又名BD+11 5009，HD 221115、SAO 108638、HR 8923，是飛馬座的一颗恒星，视星等为4.55，位于銀經93.72，銀緯-45.39，其B1900.0坐标为赤經23h 24m 5.8s，赤緯+12° -45.39′ 32″。